# Nesomys rufus
Nesomys rufus är en däggdjursart som beskrevs av Peters 1870. Nesomys rufus ingår i släktet Nesomys och familjen Nesomyidae. IUCN kategoriserar arten globalt som livskraftig. Inga underarter finns listade.
Arten blir 170 till 200 mm lång (huvud och bål), har en 160 till 180 mm lång svans och en vikt av 135 till 178 g. Från längre avstånd liknar arten en ekorre i utseende. I den rödbruna pälsen på ovansidan är flera svarta hår inblandade som är talrikast på ryggens topp. Kroppssidorna är mer rödaktig och undersidan är täckt av ljus rödaktig päls som nästan kan vara vit på bukens centrum. Huvudet kännetecknas av långa ljusa öron. De svarta håren som täcker svansen är nära bålen korta och vid spetsen långa. Svansspetsen är efter en längd av 8 till 20 mm vit. Djuret har mörkbruna extremiteter.
Denna gnagare förekommer på östra och norra Madagaskar. Arten vistas där i lägre och medelhöga bergstrakter upp till 2300 meter över havet. Habitatet utgörs främst av fuktiga skogar. Ibland uppsöker Nesomys rufus jordbruksmark.
Denna gnagare är huvudsakligen aktiv under skymningen och den vistas främst på marken. Individerna bygger komplexa underjordiska bon. De grävs oftast bland växternas rötter. Nesomys rufus fodrar sovplatsen med små växtdelar. Födan utgörs främst av trädens frön som faller på marken. I födan ingår frön från växtsläktena Cryptocarya, Canarium och Sloanea. Mellan oktober och december föder honor upp till fyra ungar per kull.
Individerna är aktiva på dagen och går oftast på marken. De har sina bon gömd under skogens undervegetation. Honor föder en eller två ungar per kull.